# Dallas (Colorado)
Dallas è una città fantasma degli Stati Uniti d'America della contea di Ouray nello Stato del Colorado. Si trovava circa 3 miglia (5 km) a nord dell'attuale città di Ridgway alla confluenza del Dallas Creek e del fiume Uncompahgre. Una comunità nominata in omaggio alla città storica con il nome Dallas Meadows esiste ora nella sua posizione storica.

## Storia
Dallas fu fondata nel 1880 e deve il suo nome in onore dell'ex Vicepresidente degli Stati Uniti George M. Dallas, ed era una fermata della diligenza su una strada a pedaggio che collegava Montrose con Ouray. La Denver and Rio Grande Western Railroad raggiunse Dallas nel 1887 e Dallas fu incorporata il 2 aprile 1889. La nuova città di Ridgway venne fondata un anno dopo, nel 1890, e divenne una città prominente mentre invece Dallas scomparve lentamente.